# Stormarens naturreservat
Stormaren är ett naturreservat i Mörbylånga kommun i Kalmar län.
Området är naturskyddat sedan 2002 och är 213 hektar stort. Reservatet ligger på Stora Alvaret och består förutom av alvarsmark även av vattensamlingar så kallade alvarsjöar.